# Enneapterygius triserialis
Enneapterygius triserialis es una especie de pez de la familia Tripterygiidae en el orden de los Perciformes.

## Morfología
• Los machos pueden llegar alcanzar los 3,7 cm de longitud total.

## Hábitat
Es un pez de mar  y de clima tropical que vive hasta los 17 m de profundidad.

## Distribución geográfica
Se encuentra en Australia, Vanuatu, Fiyi, la Samoa Estadounidense y la Polinesia Francesa.